# Rikito Inoue
Rikito Inoue (født 9. marts 1997) er en japansk fodboldspiller, som spiller for den japanske fodboldklub Gainare Tottori.